# 跑馬地

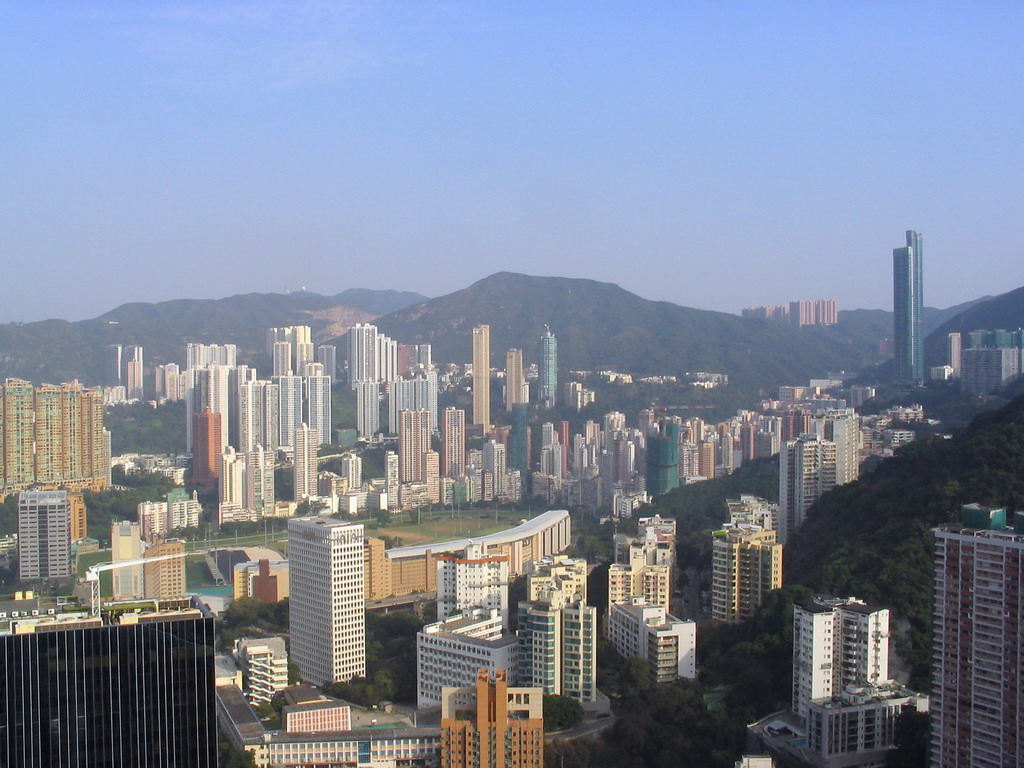
跑馬地

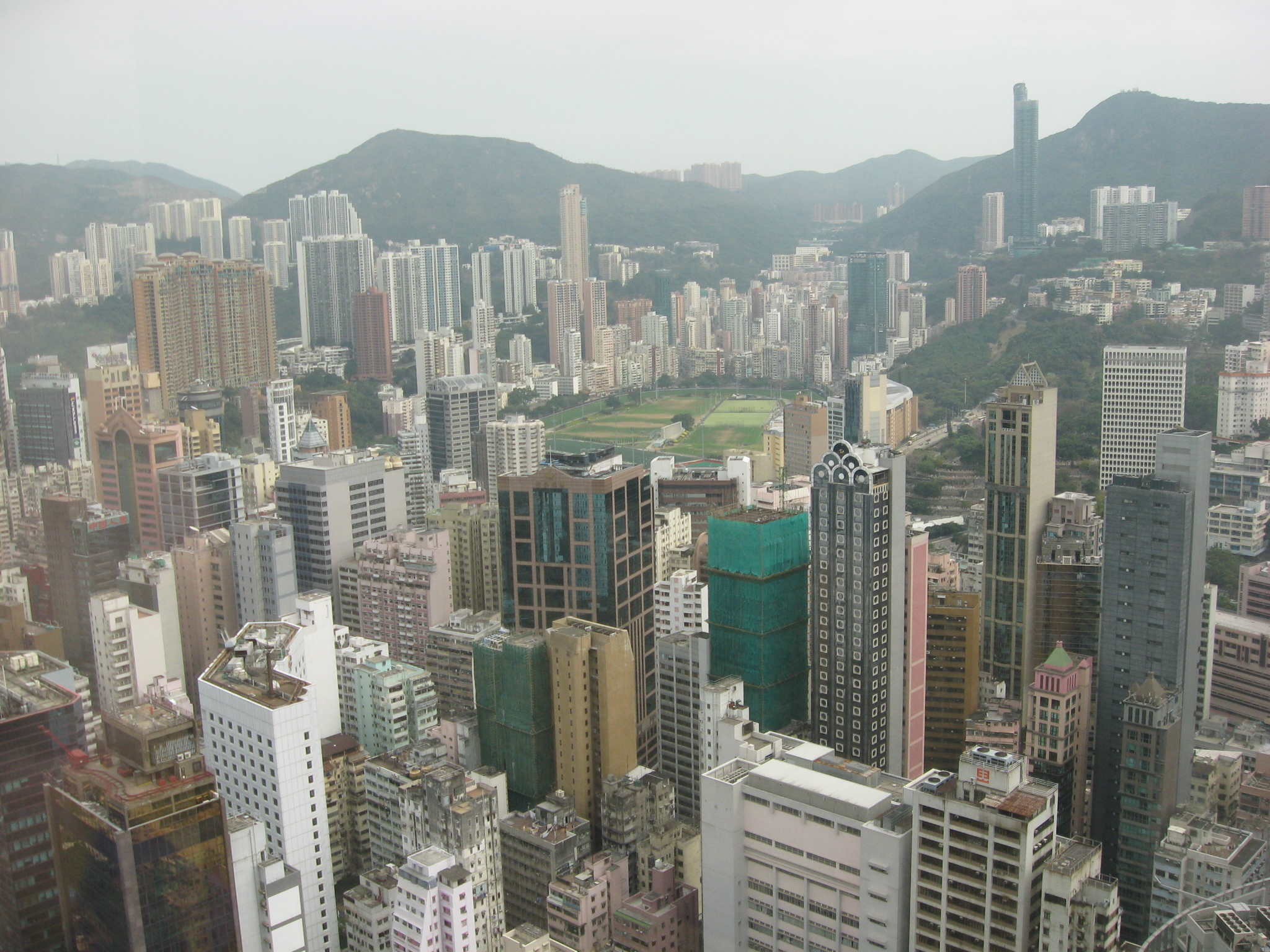
跑馬地および銅鑼湾一帯

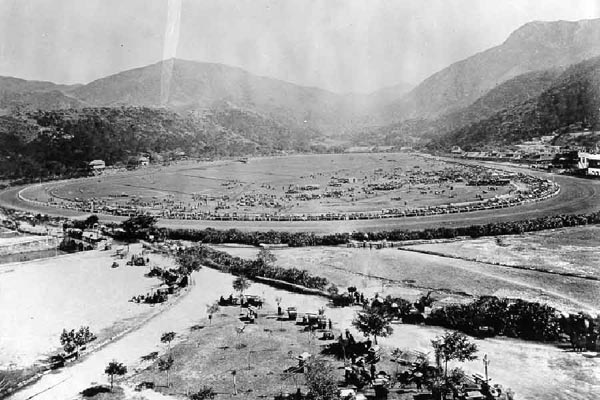
1873年のハッピーバレー競馬場

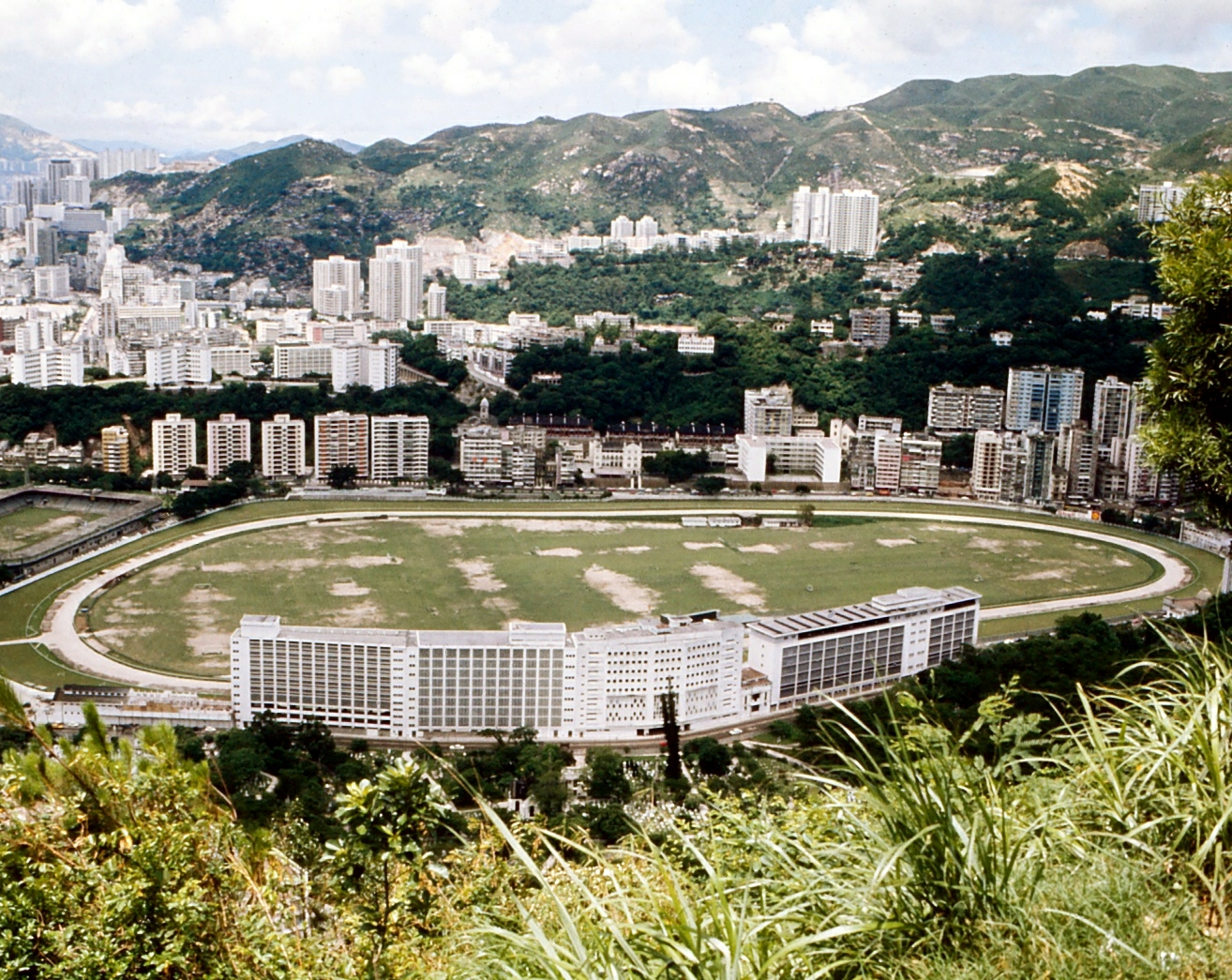
1971年のハッピーバレー競馬場

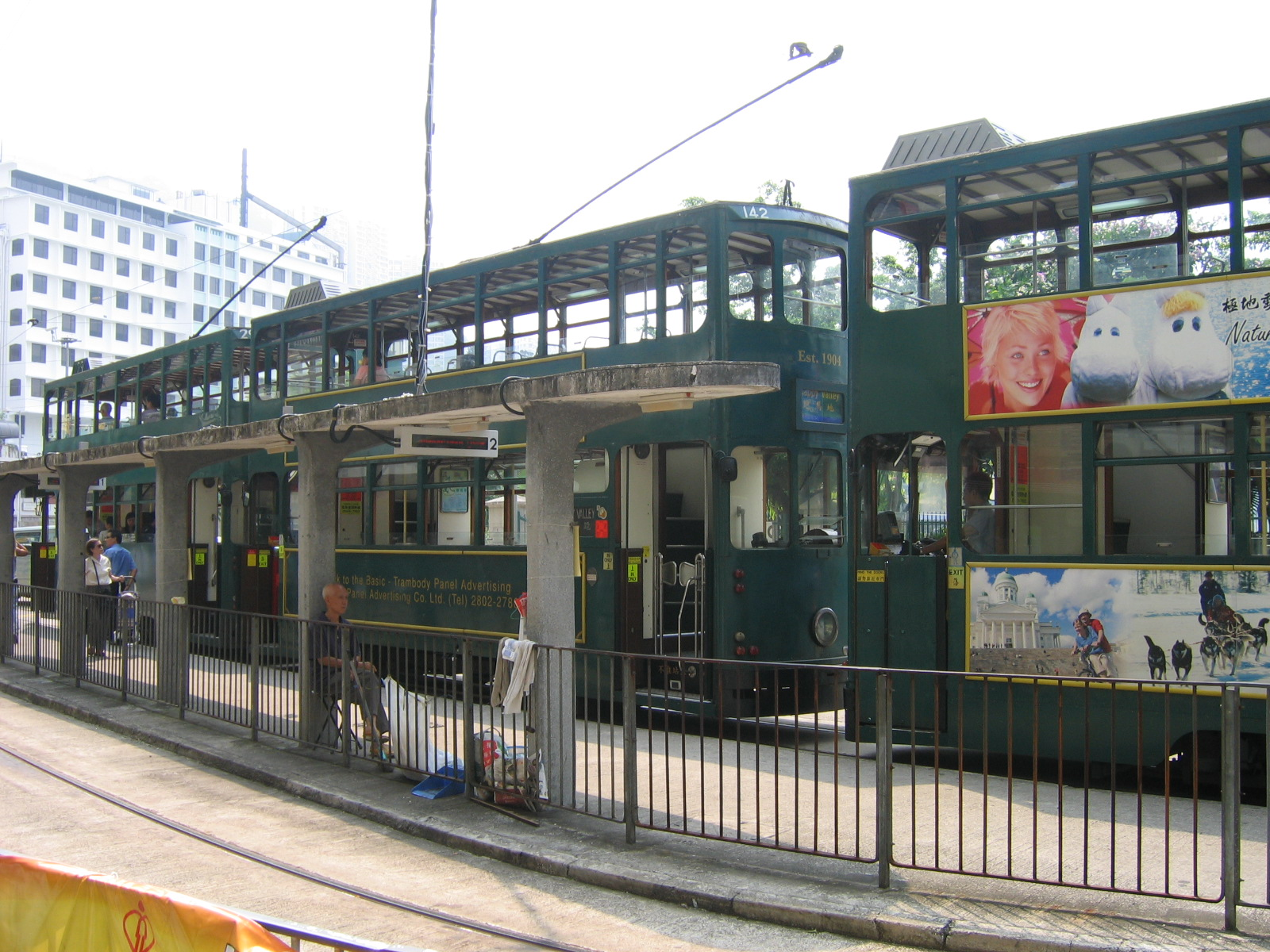
香港トラム成和道（ハッピーバレー）停留所

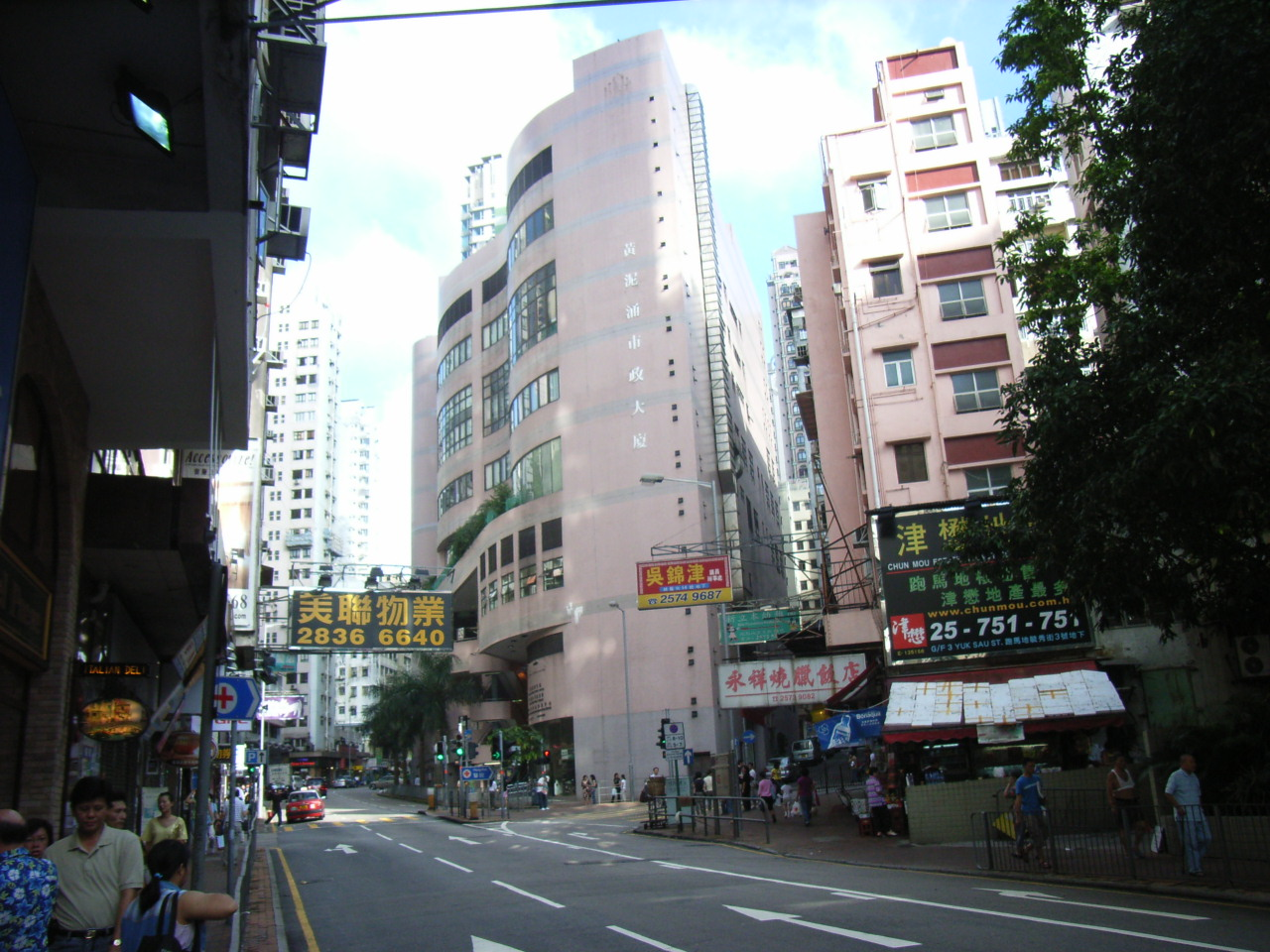
市政大廈

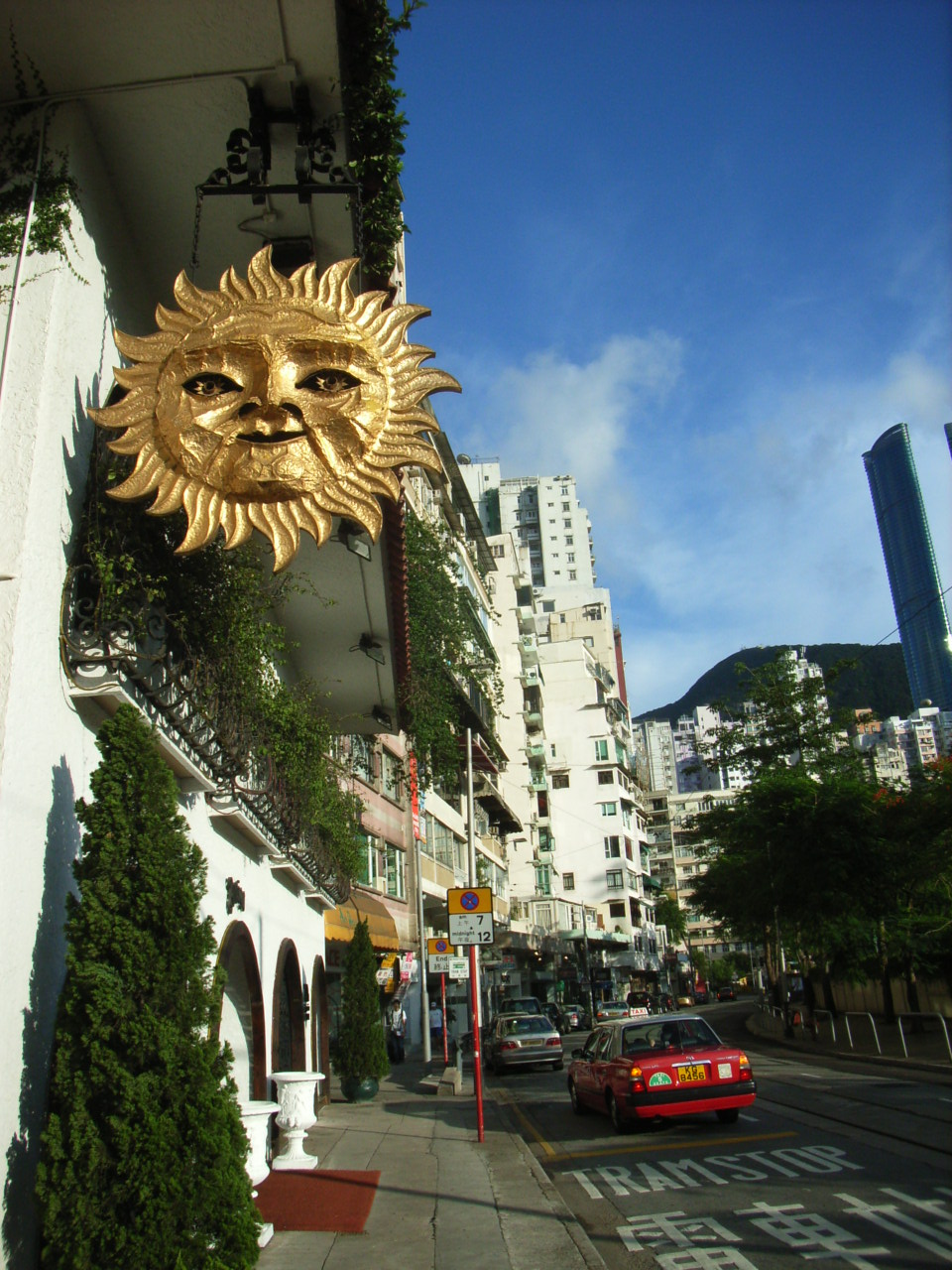
黄泥涌道のレストラン

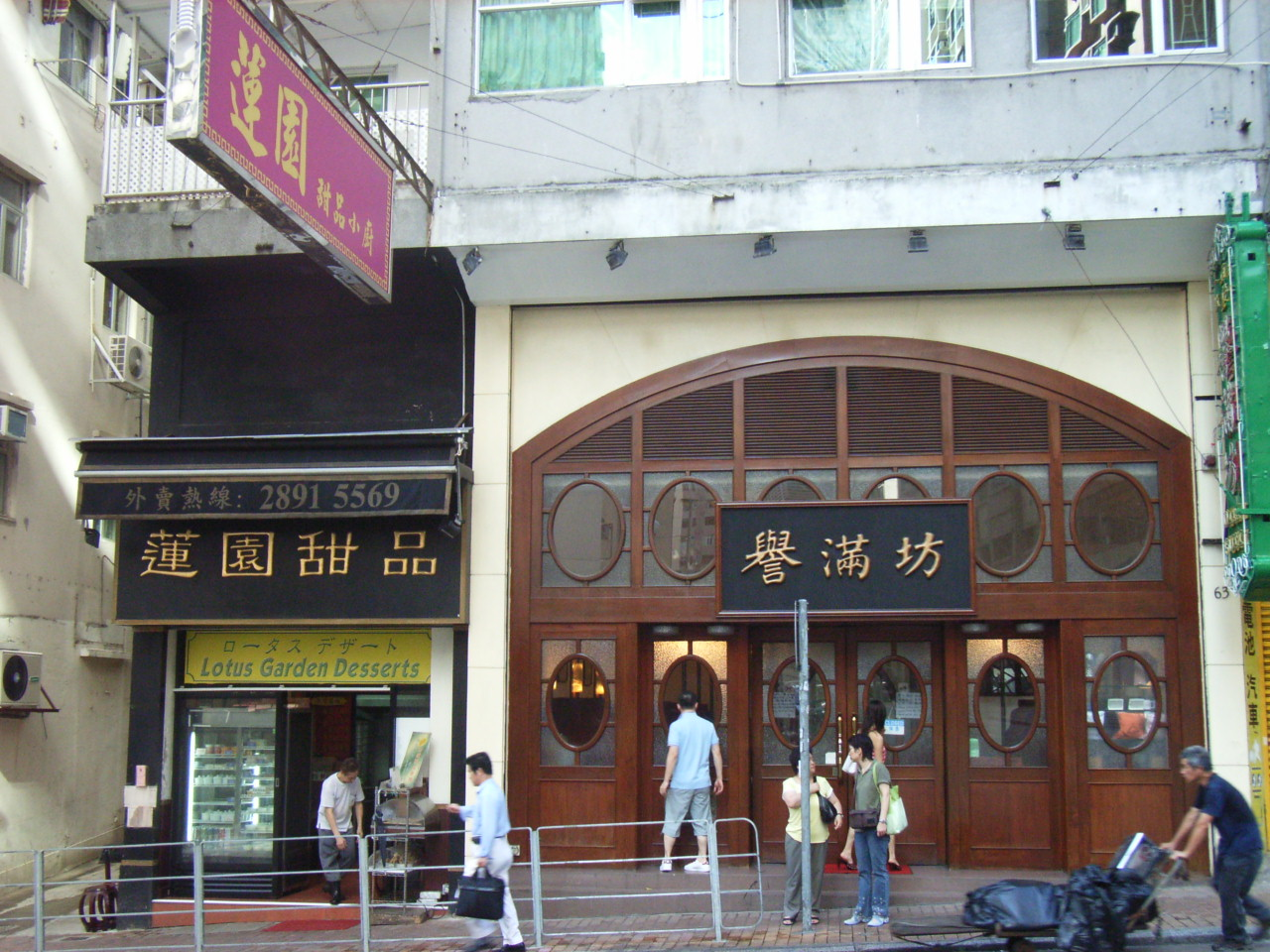
成和道の中国風レストラン

跑馬地（広東語読み：パウマーテイ、英: Happy Valley）は、香港島湾仔区の中南部にある地域である。
香港において、もっとも早期に開発された地域の一つであり、ハッピーバレー競馬場があることで知られる。
香港島随一の繁華街である銅鑼湾や湾仔に隣接しており、香港トラムのハッピーバレー支線で移動することが可能である。繁華街に隣接しているものの、比較的静かな環境でもある。山麓には高級住宅街が広がっており、香港の有名人が数多く居住している。

## 名前の由来
跑馬地は、もともと黄泥涌峡と呼ばれていたが、イギリス人によってハッピーバレー（快活谷）と改められた。その後、ハッピーバレー競馬場の設置に伴い、漢字名を「跑馬地」に改められたが、今も快活谷の漢字が使われる事がある。
1941年から1945年にかけて、日本が香港を占領していた当時は、「青葉峡」と改称された。競馬場も「青葉峡競馬場」となっていた。

## 歴史
山に囲まれているハッピーバレーは、かつては川沿いの湿地帯であった。黄泥涌峡と呼ばれる峡谷にあり、ひとたび雨が降ると、黄色く濁った水が流れる環境にあった。
1840年代、阿片戦争に勝利したイギリス帝国は、香港の割譲とともに香港島に駐屯地を設けたが、マラリヤなどの熱帯病に感染して命を落とす兵士が続出した。死去した兵士の多くは、黄泥涌峡に作られた墓地に葬られたが、兵士たちは墓地が並ぶ場所を「ハッピーバレー（Happy Valley）」と呼ぶようになった。
1846年、イギリス軍が駐留兵士たちの娯楽として競馬の開催を考えた際、香港島では数少ない平地であるこの地が選ばれ、「ハッピーバレー競馬場」が設置された。
1904年、香港トラムがハッピーバレー支線を開業した。以後、競馬場周辺から開発が進み、今では周辺の山腹まで高層マンションが立ち並ぶ住宅地帯となった。

## 現況

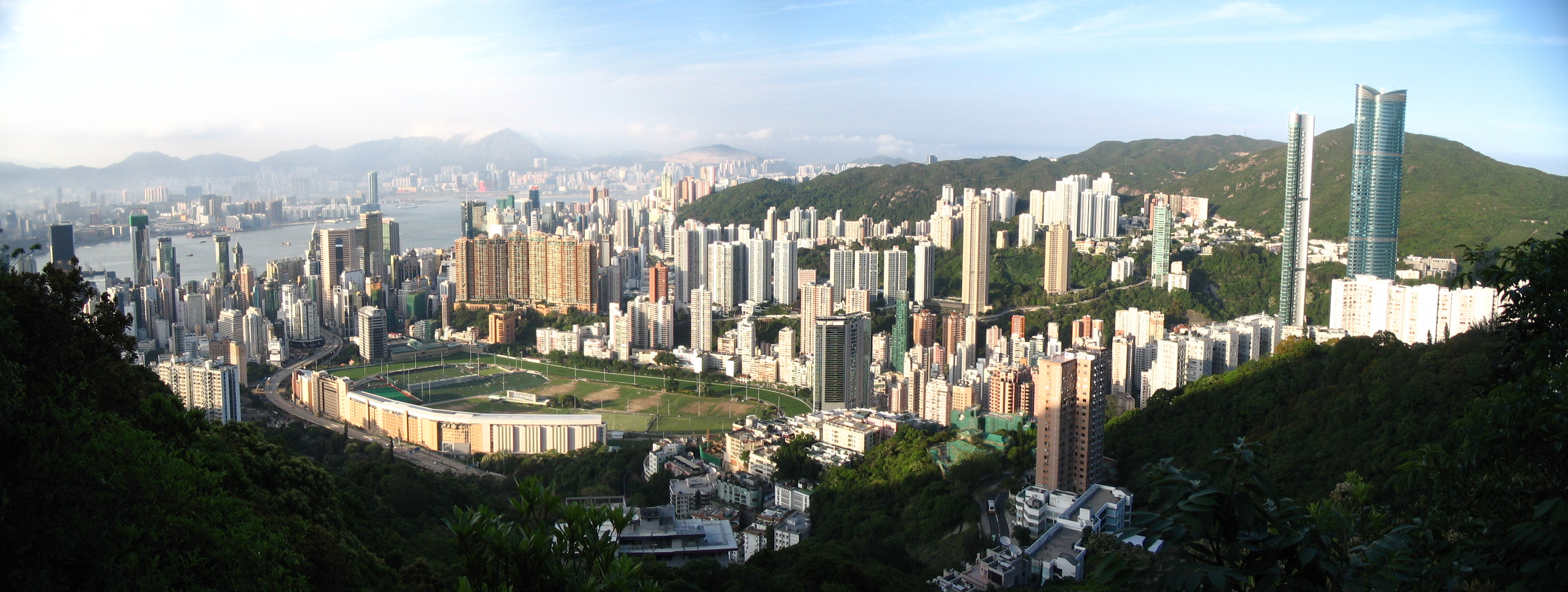
キンバリー山の展望台からのハッピーバレーおよび銅鑼湾付近を望む

ハッピーバレー競馬場周辺には、「成和道」・「山光道」および「藍塘道」と呼ばれる道路があり、比較的低層の住宅や飲食店が立ち並んでいる。「山光道」近辺には、かつて競走馬の厩舎が設置されており、レースや調教のためにハッピーバレー競馬場に向かう馬が往復していたが、沙田競馬場の設置に伴い移転し、現在は香港ジョッキークラブの施設が建っている。
山沿いの「司徒抜道」・「楽活道」および「大坑道」と呼ばれる道路周辺に高級住宅やマンションが立ち並び、多くの有名人が居住している地域として知られている。競馬場周辺のレストランを訪れる有名人も多い。
ハッピーバレー付近には娯楽施設も少なく、銅鑼湾に隣接している割に夜は静かである。毎週水曜日に開催されるナイター競馬の際には、夜遅くまで多くの人でにぎわい、一方通行などの交通規制が行われる。

## 跑馬地の名所
- ハッピーバレー競馬場
- 香港競馬博物館
- 香港フットボールクラブ球技場
- 香港墳場 - 外国人墓地があり、欧州のみならず、日本風の墓も約470存在。郵便汽船三菱会社 香港支店 初代支配人・本田政次郎の墓もある[1]。

## 交通
- バス: 
  - 香港島内: 1, 5S, 8S, 8X, 10, 19
  - 九龍半島方面: 101R, 102R, 117
  - ミニバス（緑）：5, 6, 30
  - ミニバス（赤）：旺角〜ハッピーバレー
- トラム
  - ハッピーバレー支線